# ヌマコダキガイ
ヌマコダキガイ（沼子抱貝、英: Amur river clam、学名: Potamocorbula amurensis）は、オオノガイ目に属する二枚貝の一種。環境省のレッドリスト（絶滅危惧種）に登録されている反面、国際自然保護連合（IUCN）による世界の侵略的外来種ワースト100に認定されている。

## 形態
殻長：約25mm。殻高：約18mm。二枚貝殻の右が大きく、左の小さい貝殻を抱き込む形状。腹縁は歪みがある。雌の産卵は約4万5000〜22万個。浮遊幼生期は約18日間。

## 分布
太平洋北西部、極東ロシアから中国南部までの汽水域に生息する。

## その他
原産地である日本周辺の海では数が減少しており、環境省のレッドリストに登録されている。
反面、バラスト水に紛れこんで海外へ生息域を延ばし、サンフランシスコ湾では動物プランクトンを食す寡占状態に。赤潮が起きなくなった代わりに大増殖し、発見されてから僅か1年で海底を埋め尽くし、小型の甲殻類や魚を減少させるに至った。